# Maksim Troïnine
Maksim Valerievitch Troïnine (en russe : Максим Валерьевич Тройнин) est un joueur russe de volley-ball né le 16 janvier 1995 à Angarsk (oblast d'Irkoutsk). Il mesure 2,01 m et joue central.

## Clubs
| Club        | De        | À   |
| ----------- | --------- | --- |
| GI Sourgout | 2010-2011 | ... |

## Palmarès
- Championnat du monde des moins de 19 ans (1)
  - Vainqueur : 2013
- Championnat d'Europe des moins de 19 ans (1)
  - Vainqueur : 2013